# Muara Kati Baru I
Muara Kati Baru I is een bestuurslaag in het regentschap Musi Rawas van de provincie Zuid-Sumatra, Indonesië. Muara Kati Baru I telt 1495 inwoners (volkstelling 2010).